# ضدآندروژن
ضدآندروژن‌ها، که با عنوان آنتاگونیست آندروژن یا مسدودکننده‌های تستوسترون نیز شناخته می‌شوند، دسته‌ای از داروها هستند که از اثرات زیستی آندروژن‌ها مانند تستوسترون و دی‌هیدروتستوسترون (DHT) جلوگیری می‌کنند. این ترکیبات با انسداد گیرنده آندروژن (AR) و/یا مهار یا سرکوب تولید آندروژن عمل می‌کنند.

## مصارف پزشکی
ضدآندروژن‌ها در درمان مجموعه‌ای از شرایط وابسته به آندروژن در مردان و زنان استفاده می‌شود. از جمله برای درمان مردان مبتلا به سرطان پروستات، هایپرپلازی خوش‌خیم پروستات، ریزش موی آندروژنیک، بیش‌فعالی جنسی، پارافیلیا و پریاپیسم و همچنین پسران با بلوغ زودرس استفاده می‌شود. در زنان و دختران، از این داروها برای درمان آکنه، سبوره، هیدرآدنیت چرکی، پرمویی و هیپرآندروژنیسم استفاده می‌شود. ضدآندروژن‌ها همچنین در زنان تراجنسیتی به‌عنوان مولفه‌ای از هورمون‌درمانی زنانه‌سازی و در نهایت به‌عنوان مسدودکننده‌های بلوغ در دختران تراجنسی استفاده می‌شود.

## شیمی
ضدآندروژن‌ها را می‌توان بر اساس ساختار شیمیایی به چند نوع مختلف تقسیم کرد؛ از جمله ضدآندروژن‌های استروئیدی، آنتی‌آندروژن‌های غیراستروئیدی و پپتیدها. آنتی‌آندروژن‌های استروئیدی شامل ترکیباتی مانند سیپروترون استات، اسپیرونولاکتون، استرادیول، آبیراترون استات و فیناستراید هستند. ضدآندروژن‌های غیراستروئیدی شامل ترکیب‌هایی مانند بیکالوتامید، الاگولیکس، دی‌اتیل‌استیل بسترول، آمینوگلوتتیمید، و کتوکونازول؛ و پپتیدها شامل آنالوگ‌های GnRH مانند لوپرورلین و سترورلیکس هستند.

## عوارض جانبی
عوارض جانبی ضدآندروژن‌ها به نوع ضدآندروژن و ضدآندروژن مورد نظر بستگی دارد. به‌طور کلی عوارض جانبی رایج ضدآندروژن‌ها در مردان شامل درد سینه، بزرگ شدن سینه، زنانه شدن، گرگرفتگی، اختلال عملکرد جنسی، ناباروری و پوکی استخوان است. در زنان، ضدآندروژن‌ها بسیار بهتر تحمل می‌شوند و ضدآندروژن‌هایی که فقط با مسدود کردن مستقیم آندروژن‌ها عمل می‌کنند، با حداقل عوارض جانبی همراه هستند. با این حال، از آنجایی که در بدن استروژن‌ها از آندروژن ساخته می‌شوند، آنتی‌آندروژن‌هایی که تولید آندروژن را سرکوب می‌کنند می‌توانند باعث کاهش سطح استروژن و ایجاد علائم مرتبط با آن مانند پوکی استخوان در زنان یائسه، گرگرفتگی و قاعدگی نامنظم شوند.

## برای مطالعهٔ بیشتر
- Neumann, F.; Steinbeck, H. (1974). "Antiandrogens". Androgens II and Antiandrogens / Androgene II und Antiandrogene. pp. 235–484. doi:10.1007/978-3-642-80859-3_6. ISBN 978-3-642-80861-6.
- Gräf, K. -J.; Brotherton, J.; Neumann, F. (1974). "Clinical Uses of Antiandrogens". Androgens II and Antiandrogens / Androgene II und Antiandrogene. pp. 485–542. doi:10.1007/978-3-642-80859-3_7. ISBN 978-3-642-80861-6.